# Переріз множини дійсних чисел
Дві множини {\displaystyle A\subset \mathbb {R} ,B\subset \mathbb {R} } називаються перерізом множини дійсних чисел {\displaystyle \mathbb {R} }, якщо:
1. Об'єднання {\displaystyle A} з {\displaystyle B} складає всю множину дійсних чисел {\displaystyle \mathbb {R} }, {\displaystyle A\cup B=\mathbb {R} }.
2. Кожна з множин {\displaystyle A,B} не порожня, {\displaystyle A\neq \emptyset ,B\neq \emptyset }.
3. Кожне число множини {\displaystyle A} менше будь-якого числа множини {\displaystyle B}, {\displaystyle a\in A,b\in B\Rightarrow a<b}

Переріз утворений множинами {\displaystyle A} і {\displaystyle B} позначається {\displaystyle A|B}, а {\displaystyle A} і {\displaystyle B} називаються відповідно нижнім і верхнім класом перерізу.
Властивість 1 означає що кожне дійсне число належить принаймні одному з класів.
Із властивості 3 випливає що множини {\displaystyle A} і {\displaystyle B} не перетинаються.